# Iglesia de San Nicolás de Bari (Marugán)
La iglesia de San Nicolás de Bari es un templo católico situado en la localidad de Marugán (Segovia). Fue levantado en el siglo XVI en estilo renacentista y está dedicado a San Nicolás de Bari, patrón de la localidad.

## Historia
En el año 1149 la Abadía de Santa María Real de Párraces consiguió del papa Eugenio III un privilegio por el cual, los siete pueblos (y varias aldeas, ya desaparecidas) que pertenecían a su jurisdicción eclesiástica no tendrían permitido erigir ningún tipo de templo. Se obligaba de ese modo a sus habitantes a acudir a Párraces para asistir a los oficios religiosos y para recibir cualquier sacramento.
La de San Nicolás fue una de las iglesias que se edificó tras la concordia, en el siglo XVI, de seis de los siete pueblos: Marugán, Bercial, Muñopedro, Cobos, Etreros, Sangarcía y Aldeavieja con los monjes de la Abadía.

## Descripción
Edificio renacentista del siglo XVI de planta basilical de tres naves. La nave central presenta armadura de madera de artesonado sencillo y está separada de las naves laterales por arcos formeros que descansan sobre columnas toscanas de granito. Un gran arco de ladrillo árabe, separa la nave principal del ábside hexagonal sobre el que se asienta un artesonado mudéjar de traza geométrica. 
A los pies de la iglesia, encontramos el coro con un órgano barroco construido en 1763 por el maestro organero maruganés Juan de Inés y Ortega. Desde esta tribuna arranca la subida a la torre, que es una espadaña en ladrillo visto, de tejar, de moderadas dimensiones.
La puerta de arco de ladrillo, que existió en la fachada norte, hoy se encuentra tapiada, quedando como única puerta de acceso al templo, la de la fachada sur. Esta, se encuentra protegida por un pórtico cubierto a tres aguas, que descansa sobre dos columnas de granito.
Los muros exteriores están construidos con bastiones de ladrillo macizo y entrepaños con verdugados en el mismo ladrillo y mampuesto ordinario. En la base de los esquinazos hay sillares de granito de grandes dimensiones.

## Obras de arte
Retablo de la cabecera de la iglesia de San Nicolás de Bari. De estilo renacentista, está dividido en tres calles. La calle central, en su parte superior, está adornada con Cristo crucificado con San Juan y la Virgen a los lados. En el centro, tenemos una escultura de gran tamaño del santo titular con mitra y báculo. Todas las esculturas, de este retablo, son de bulto redondo. Las calles laterales, están compuestas por seis pinturas sobre lienzo. Retablo del siglo XVI de autor desconocido, según Collar de Cáceres, sería un pintor escurialense próximo a Alonso de Herrera.
Virgen del Rosario. Talla en madera de estilo renacentista.
Virgen del Pez. Es una buena copia de la que Rafael Sanzio pintó hacia 1513 para el monasterio de San Doménico de Nápoles.
Se ignora cómo pudo llegar esta obra a la villa de Marugán, es muy posible que llegara a través de la Abadía de Párraces, perteneciente al Monasterio de El Escorial por cesión de Felipe II, y que ejercía jurisdicción sobre esta localidad.
Es sabido que en el reinado de Felipe IV, llegaron un gran número de pinturas y otro de copias de Rafael a España. Hace años la profesora Manuela Mena expuso, que entre las primeras menciones de obras de Rafael en las colecciones reales, figuraban las del padre José de Sigüenza que en su Historia de la Orden de San Jerónimo, habla de originales y copias del artista que en su tiempo se conservaban en el Monasterio de El Escorial.
De Fray José de los Santos poco se sabe, pero parece ser que le encargaron una serie de copias de obras de Rafael, una de ellas es una copia de la Virgen del Pez que todavía hoy, se conserva en El Escorial. Antonio Ponz también hizo copias de las obras de Rafael que se encontraban en dicho monasterio.
Sea como fuere, todo parece indicar que la línea de investigación a seguir sobre esta copia que atesora la iglesia parroquial, estaría marcada por el eje formado por el Monasterio de El Escorial, Abadía de Párraces, Marugán.
La obra es un cuadro de altar donde aparece la Virgen entronizada delante de unos cortinajes, vestida de azul y con un tocado de tela casi transparente, sujetando al niño desnudo. A su derecha están el Arcángel Rafael y Tobías mientras que a su izquierda vemos a San Jerónimo con un libro en las manos y un león a sus pies. El nombre de la Virgen del Pez viene motivado por el pez que sostiene Tobías.
La escena es una sagrada conversación típica del Renacimiento italiano.
Virgen de la Salud. Óleo sobre lienzo del siglo XVIII, de autor desconocido. Representa a una figura femenina de busto con la cabeza cubierta por un manto; delante del tórax aparecen las manos entrecruzadas en actitud orante. 
Órgano Barroco. Órgano del siglo XVIII con buena ornamentación. Consta de dos cuerpos. El cuerpo inferior aloja el teclado y los registros, compuesto por entrepaños y pintado con jaspeado en verde. El cuerpo superior está compuesto por tubos de flautado y decorado con buena talla policromada. Estos dos cuerpos, quedan divididos por lengüetería de fachada horizontal dispuesta en Ave María. Este órgano sustituyó a uno existente del siglo XVII, hoy desaparecido. Fue construido en 1763 por Juan de Inés y Ortega, maestro organero natural de Marugán, donde tenía su taller, aprendiendo el oficio de su tío, Francisco Ortega Pérez.